# 东海站 (黑龙江省)
东海站，位于中华人民共和国黑龙江省鸡西市鸡东县东海镇，是林东铁路上的火车站，建于1936年，由哈尔滨铁路局管辖。

## 車站周邊
- 中国联通东海营业厅
- 穆棱河

## 歷史
- 建于1936年。

## 外部連結
- 中国铁路客户服务中心（页面存档备份，存于）